# ماگدالنا امیلیانوویچ
ماگدالنا امیلیانوویچ (لهستانی: Magdalena Emilianowicz؛ زادهٔ ۳۰ سپتامبر ۱۹۷۷) بازیگر اهل لهستان است. وی دانش‌آموختهٔ دانشکده روزنامه‌نگاری و علوم سیاسی دانشگاه ورشو است.
از فیلم‌ها یا مجموعه‌های تلویزیونی که وی در آن‌ها نقش داشته‌است، می‌توان به مدار بسته، ع چون عشق، دوستان، دستورالعمل زندگی، پزشکان، در خوشی و سختی، پدر متیو، خانه کشیش، دهن‌به‌دهن، هتل ۵۲، در خیابان سپولنی، کارآگاهان جنایی، خودِ زندگی، طایفه و ژنرال نیل اشاره نمود.